# Église de Saint-Pierre-et-Saint-Felices
L'église de Saint-Pierre-et-Saint-Felices (en espagnol San Pedro y San Felices) est un temple catholique construit au XIVe siècle au sud-ouest de la ville espagnole de Burgos (Castille-et-León), dans un quartier habité depuis le XVIIIe siècle principalement par les agriculteurs. L'église est dédiée à Saint-Pierre et à Saint-Felices.

## Histoire
Cette église était sous la protection et le gouvernement de l'Ordre de Saint-Jean de Jérusalem (Ordo Hospitalis Sancti Johannis Hierosolymitani) jusqu'à l'année 1855. Dans ce temple ont pris possession les Commandeurs de l'Ordre pour la  commanderie de Burgos et Buradón,.
De 1855 et pour un temps, l'église a été affectée à la paroisse de Saint-Côme et Saint-Damien.
Une œuvre de 1867 assure que derrière l'église était un cimetière pour les hôpitaux, les emprisonnés et les exécutés.
En 1963, le temple a été étendu vers le sud dans le style néo-gothique (en laissant la nef gothique originale comme le bras transversal de la croix latine, avec l'abside primitive à l'est).
La paroisse célèbre deux fêtes avec une procession à travers le quartier de Saint-Pierre et Saint-Felices, situé dans le quatrième arrondissement de Burgos: en l'honneur de la Chaire de Saint Pierre à Antioche (22 février) et de Saint-Isidore le Laboureur (15 mai).

## Œuvres d'art
- Un retable dédié à Saint-Pierre (XVIIIe siècle).
- Un retable dédié à Sainte-Marie (l'image provient de l'ancien couvent de Saint-Paul)[7].
- La mosaïque Christ Crucifié (conçue par Santiago Padrós), dans l'abside actuelle située au nord.
- Sur le maître-autel, un trône à baldaquin avec l'image de Notre-Dame de Rocamadour[8],[9], invocation mariale liée au pèlerinage de Saint-Jacques-de-Compostelle ou Camino de Santiago.

Cette église a reçu des livres, des meubles et des objets de culte de l'église de Saint-Roman de Burgos, lorsque la paroisse a été abolie en 1831 (comme un calice du XVIe siècle,, et un ostensoir en argent doré de la même époque,,, qui sont actuellement déposés dans le Musée du Retable de Burgos).